# Emden zur Zeit des Deutschen Kaiserreichs
Die Seehafenstadt Emden nahm zur Zeit des Deutschen Kaiserreichs einen wirtschaftlichen Aufschwung von einer seit mehreren Jahrzehnten stagnierenden Stadt zum drittgrößten deutschen Nordseehafen nach Hamburg und Bremen und zum größten preußischen Nordseehafen.

## Emden und das Verhältnis zu Preußen vor 1871
Die „Rückkehr“ nach Preußen wurde in Emden und in Teilen Ostfrieslands im Allgemeinen begrüßt. Die Annexion des Königreichs Hannover durch Preußen, so hofften viele Emder, würde auch wirtschaftlich wieder bessere Zeiten bringen. Für Ostfriesland hatte die „erste“ preußische Herrschaft von 1744 bis 1806 ein Wiederaufleben der Moorkultivierung und erfolgreiche Neueindeichungen gebracht, für Emden im Besonderen eine – wenn auch bescheidene – Belebung des Handels nach Jahrzehnten der Stagnation.

## Oberbürgermeister Leo Fürbringer

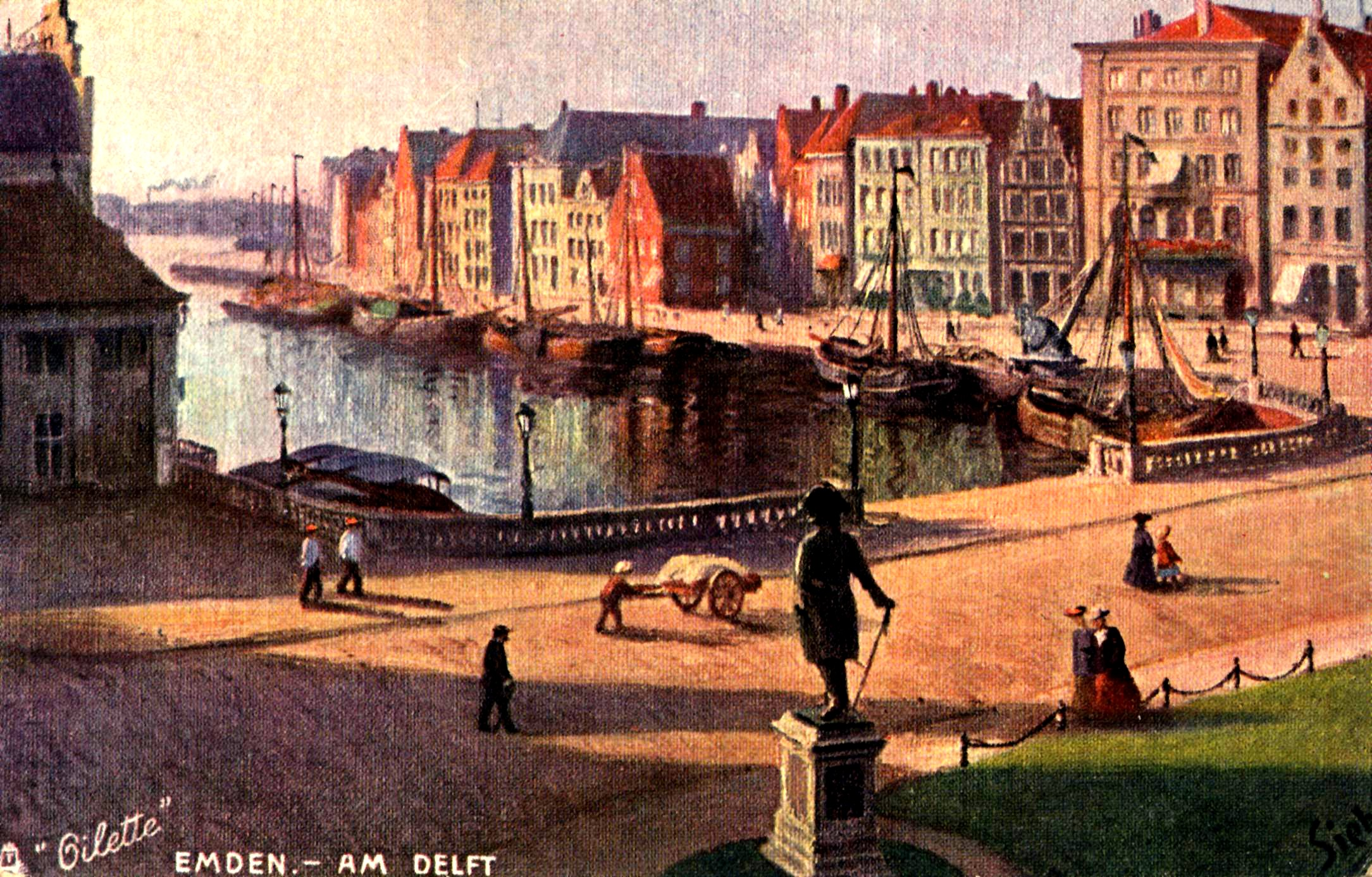
Partie am Ratsdelft 1913

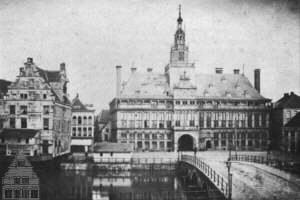
Das Emder Rathaus um 1880

Der Aufstieg zu einer bedeutenden Hafen- und Industriestadt ist untrennbar mit dem Namen von Leo Fürbringer (1843–1923) verknüpft. Er amtierte als Oberbürgermeister von 1875 bis 1913; diese Zeit trägt noch heute seinen Namen: die „Ära Fürbringer“. In jenen Jahrzehnten wurde der Emder Hafen zum Seehafen des Ruhrgebietes ausgebaut, eine industrielle Entwicklung schloss sich an.

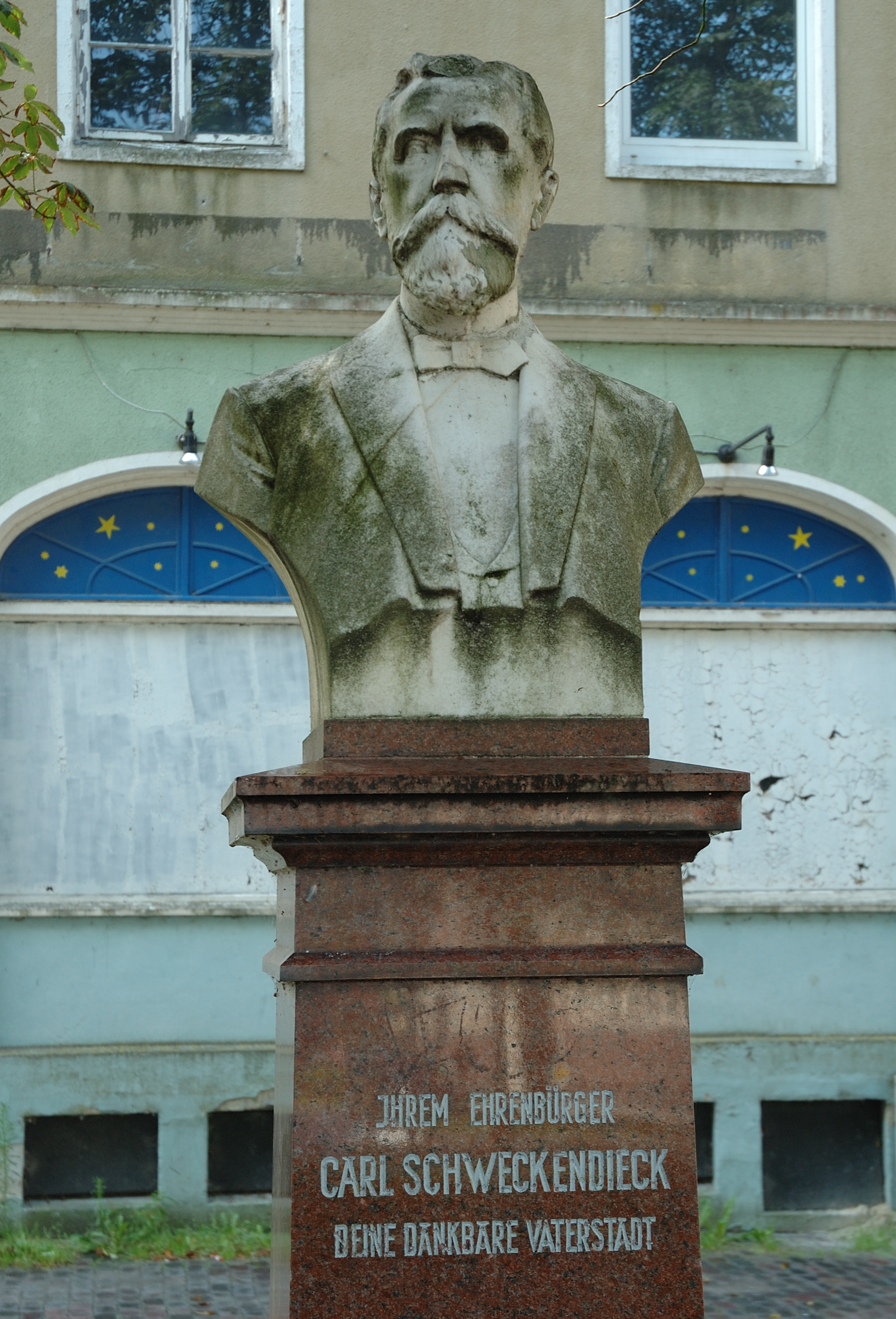
Schweckendieck-Büste

Im Zusammenspiel mit dem Emder Abgeordneten im Preußischen Landtag, Carl Schweckendieck, machte sich Fürbringer für den Ausbau der Hafenanlagen stark. Dabei kamen Emden die Autarkiebestrebungen des Deutschen Reiches zugute: Man wollte eine eigene Verbindung zwischen dem Ruhrgebiet und der See, um von der niederländischen Rheinmündung unabhängig zu sein. Der Emder Hafen bot dabei gute Voraussetzungen, da er der westlichste Seehafen Deutschlands war und die Entfernung vom rheinisch-westfälischen Industrierevier nach Emden kürzer war als zu allen anderen deutschen Seehäfen – abgesehen von Papenburg und Leer, die jedoch ein deutlich flacheres Emsfahrwasser aufwiesen.

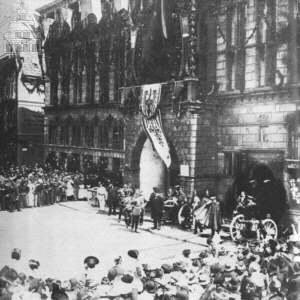
Aufnahme vom Besuch Kaiser Wilhelm II. am 2. Juli 1902 zur Einweihung des neuen Emder Hafens

Bei der preußischen Kreisreform 1885 wurde Emden eine kreisfreie Stadt, das Umland (einige heutige Emder Stadtteile wie Twixlum, Wybelsum, Larrelt, Wolthusen, Petkum und weitere, die Krummhörn, Hinte, Wirdum und der Nordwesten der heutigen Gemeinde Moormerland um Oldersum) bildete seitdem den bis 1932 bestehenden Landkreis Emden. Die Stellung als kreisfreie Stadt wirkt bis heute nach, Emden ist die einzige kreisfreie Stadt Ostfrieslands.

## Ausbau der Infrastruktur

### Telegrafenamt

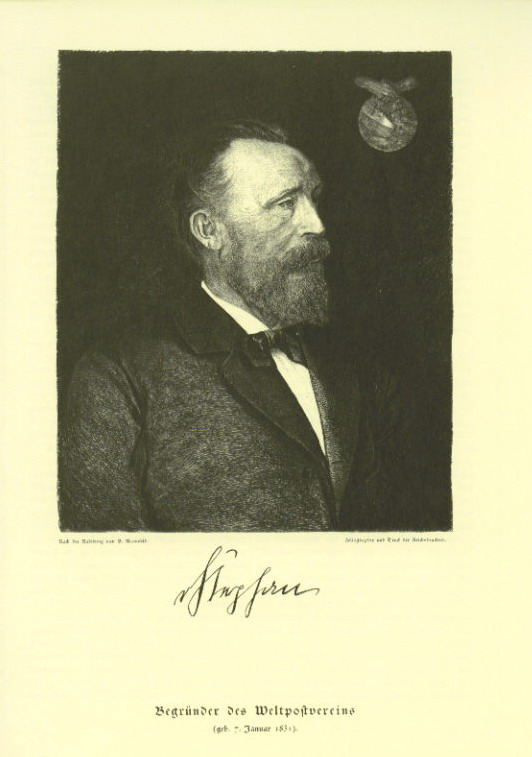
Porträt Staatssekretär Dr. von Stephan, 1885

Heinrich von Stephan förderte den Telegrafie-Standort Emden, vor allem durch die Verlegung von Unterseekabeln nach Übersee. Genutzt wurden die damals hochmodernen Guttapercha-isolierten Untersee-Telekommunikationskabel.

### Landgewinnung

Einpolderungen am Dollart und in Emden

Die nächste größere Eindeichungsmaßnahme war 1876 der Kaiser-Wilhelm-Polder südwestlich des Stadtkerns. Er erbrachte nicht nur einen großen Flächenzuwachs, sondern ermöglichte auch die einfachere Anbindung der westlich von Emden gelegenen Dörfer über eine neue Landstraße, dem Vorläufer der heutigen Landesstraße 2. In den folgenden Jahrzehnten entstanden auf dem eingedeichten Gebiet neue Stadtteile (u. a. Behördenviertel).

### Kanäle
Außer der in den 1850ern fertiggestellten Bahnstrecke zwischen Emden, Münster und dem Ruhrgebiet gab es jedoch nur wenige Transportmöglichkeiten. Insbesondere fehlte eine Anbindung für Binnenschiffe. Daher erfolgte etwa in den Jahren zwischen 1880 und 1900 ein deutlicher Ausbau der Binnenlandverbindungen des Emder Hafens. In erster Linie ist hier der Bau des Dortmund-Ems-Kanals (1892–1899) zu nennen, ergänzt um den Ems-Seitenkanal von Oldersum nach Emden. Zwischen 1880 und 1888 kam der Ems-Jade-Kanal hinzu. Dieser verband Emden mit Wilhelmshaven und sollte zugleich der Entwässerung weiter Teile des Auricherlandes dienen. Im Zuge dieses Baus wurde auch die in Europa einzigartige Kesselschleuse erbaut (1886/1887). Die seewärtige Erreichbarkeit des Emder Hafens wurde im Jahre 1888 entscheidend verbessert, als nach zweijähriger Bauzeit die Nesserlander Schleuse eingeweiht wurde.

### Bahn
Zudem wurde durch den Lückenschluss der Eisenbahnstrecke (Bremen-)Oldenburg-Leer (1869) nun auch ein durchgehender Bahnanschluss nach (Süd-)Osten geschaffen. Die Ostfriesische Küstenbahn wurde am 15. Juni 1883 eröffnet. Die Bahnstrecke diente als Verlängerung der Hannoverschen Westbahn und führte über Norden, Esens und Wittmund bis zur damaligen Landesgrenze zum Oldenburgischen bei Asel. Die Kreisbahn Emden–Pewsum–Greetsiel wurde ab dem 27. Juli 1899 von Emden bis Pewsum befahren und wurde am 21. September 1906 bis Greetsiel verlängert. Neben den regionalen und überregionalen Normalspur-Bahnverbindungen sowie der Kleinbahn ins Umland bestand seit dem 23. Februar 1902 darüber hinaus eine Straßenbahn in der Stadt (bis 1953). Sie verband das Rathaus mit dem Außenhafen und diente als Zubringer für die Borkumfähren ebenso wie für den täglichen Pendelverkehr der Hafen-Beschäftigten.

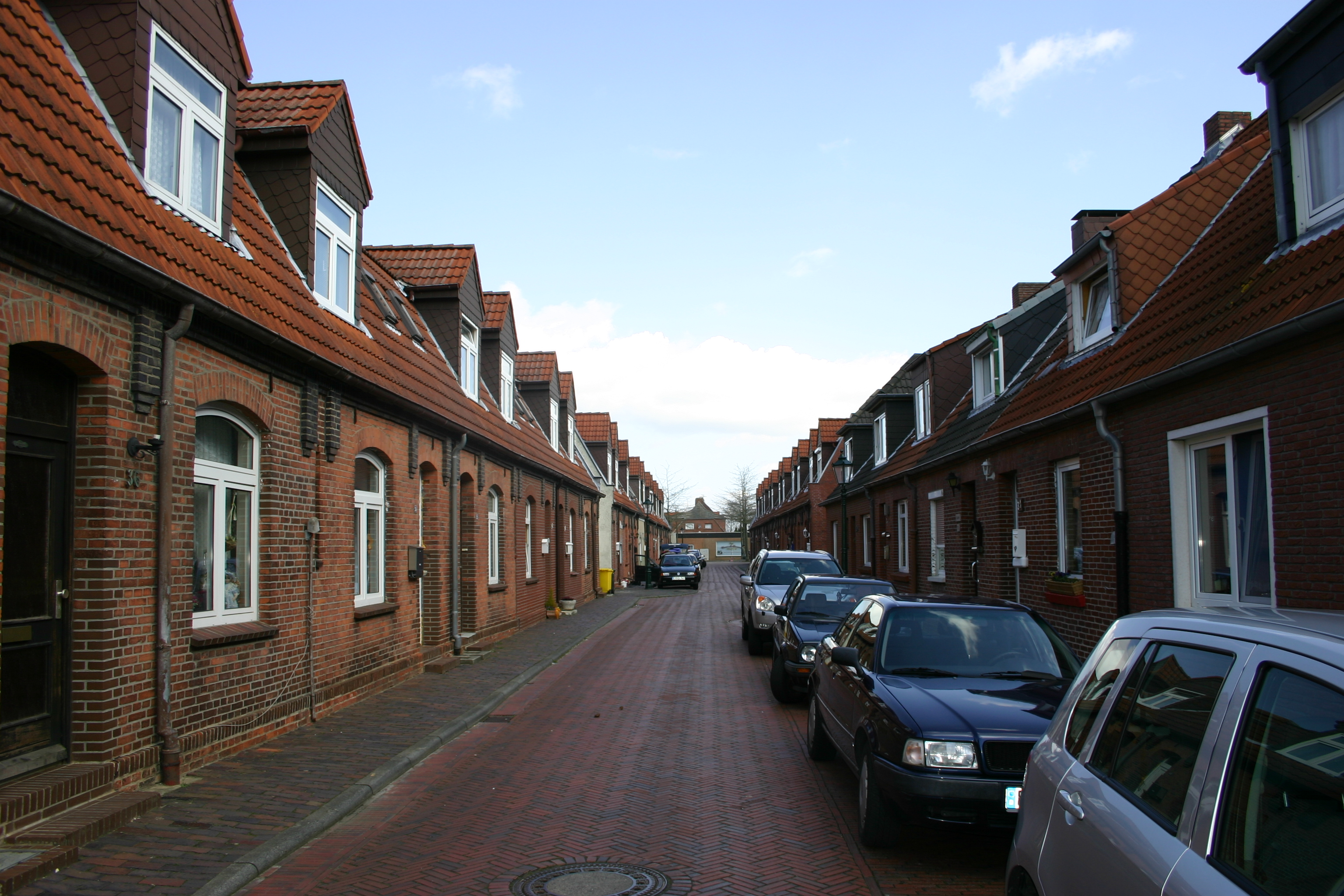
Blick in die Wilgumer Straße, historischer Kern des Arbeiterviertels Port Arthur/Transvaal

## Industrieansiedlungen
In den Jahren zwischen den deutschen Einigungskriegen und dem Ersten Weltkrieg verzeichnete Emden einen deutlichen Aufschwung in der industriellen Entwicklung. Bereits 1867 wurde eine Papierfabrik eröffnet (sie blieb bis um 1900 größter Arbeitgeber der Stadt mit zirka 160 bis 180 Beschäftigten), 1875 folgte die Cassens-Werft.
1903 wurden die Nordseewerke gegründet, doch schon nach wenigen Jahren geriet der Betrieb in wirtschaftliche Schieflage – die Stadt Emden musste zum Erhalt der Werft und der Arbeitsplätze eingreifen. Durch den Einstieg des Ruhr-Industriellen Hugo Stinnes gelang 1911 der endgültige Durchbruch zu einer modernen Werft. Die Großwerft war bis in die frühen 1970er-Jahre der größte Industriebetrieb Emdens. 1913 wurde als weitere große Infrastrukturmaßnahme die Große Seeschleuse eingeweiht. Mit einer Binnenlänge von 260 Metern galt sie zu diesem Zeitpunkt als eine der größten Seeschleusen der Welt. Mit dem Bau wurde auch ein neues Hafenbecken angelegt, der Neue Binnenhafen. Hier wurden vornehmlich Erze und Kohle umgeschlagen, für das oder aus dem Ruhrgebiet.

## Politische Verhältnisse

### Einwohnerzuwachs
Der Hafen und die neuen Industriebetriebe konnten ihren Arbeitskräftebedarf nicht allein aus der Emder Bevölkerung decken. Neben Ostfriesen, die aus dem Umland in die Seehafenstadt zogen (so sie nicht pendelten), kamen auch Arbeiter aus anderen deutschen Landesteilen nach Emden. Da der Wohnraum nicht ausreichte, wurde ab 1901 ein neuer Stadtteil für die Hafenarbeiter erbaut, der später in jenem Jahrzehnt dann den Doppelnamen Port Arthur/Transvaal erhielt, benannt nach zwei Ereignissen jenes Jahrzehnts: der Seeschlacht bei Port Arthur im Zuge des Russisch-Japanischen Krieges sowie der Provinz Transvaal in Südafrika, zu jener Zeit Schauplatz des Burenkrieges. Die ersten, noch eingeschossigen Häuser sind im Stil einer Arbeitersiedlung gehalten, mehrgeschossige Bauten kamen in den folgenden Jahren hinzu.

### Streiks und der Aufstieg von Gewerkschaften und Sozialdemokratie
Mit der Zunahme der Industriebetriebe und des Hafenumschlags wurden die Sozialdemokraten in Emden und Leer stärker. Erstmals traten die Sozialdemokraten am 6. Oktober 1889 anlässlich des Reichstagswahlkampfes öffentlich in Erscheinung. Mit ihrem Spitzenkandidaten Paul Hug erreichten sie bei der Reichstagswahl 1890 im Wahlkreis Emden/Norden/Leer insgesamt 90 Prozent der Stimmen, in der Stadt Emden jedoch 30 Prozent. Bereits im März jenes Jahres hatte der aus Pommern stammende Tischler Carl Bigitschke einen Gewerkverein seines Berufsstandes mitbegründet, der sich jedoch nach vier Jahren wieder auflöste. Bis zur offiziellen Gründung eines SPD-Ortsvereins dauerte es jedoch bis 1902. Der Ortsverein umfasste damals 40 Mitglieder, deren Zahl bis 1914 auf 598 anstieg, darunter 81 Frauen. Zum größten Streik vor dem Ersten Weltkrieg kam es 1905, als etwa 200 Hafenarbeiter zwischen dem 18. November und dem 30. Dezember in den Ausstand traten. Neben Lohnforderungen und Arbeitszeitregelungen ging es auch um die Anerkennung der Transportarbeitergewerkschaft als Verhandlungspartner. Die Arbeitgeber reagierten mit Aussperrungen und dem Einsatz von Streikbrechern, die per Zug von auswärts herangeholt und unter Polizeischutz in die Betriebe geleitet wurden, wobei es zu gewaltsamen Auseinandersetzungen kam. Oberbürgermeister Fürbinger konnte schließlich schlichten. Die Gewerkschaft wurde anerkannt, musste sich aber von führenden Köpfen trennen. Außerdem wurde ein Tarifvertrag bis 1907 festgeschrieben. Auch in anderen Branchen kam es in jener Zeit zu Streiks.

## Erster Weltkrieg
Bereits im ersten Jahr nach dem Ausbruch des Ersten Weltkriegs am 1. August 1914 spielte Emden zweimal eine Rolle im Seekriegsgeschehen: zum einen als Namenspate des Kreuzers Emden, zum anderen als derjenige Hafen, von dem das U-Boot auslief, das die Lusitania versenkte.

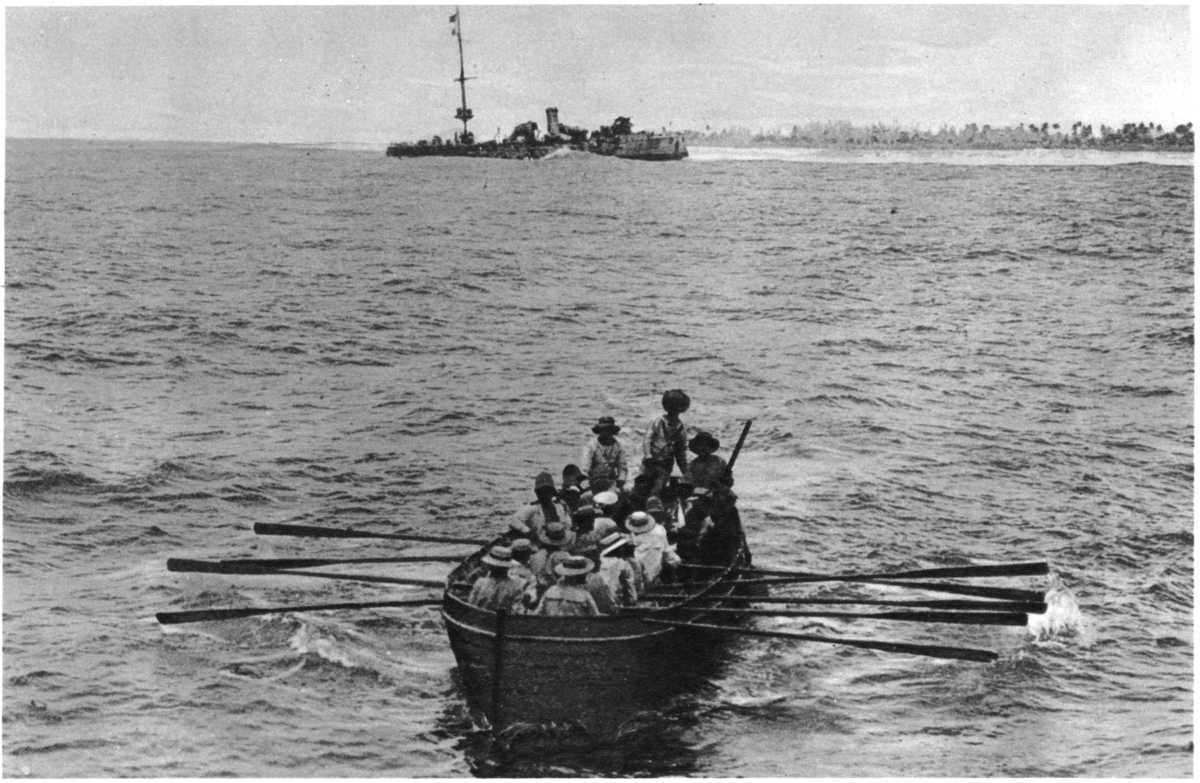
Boot mit Überlebenden vor dem Wrack der SMS Emden

Der Kleine Kreuzer Emden verließ seinen Stationierungsort Tsingtau am 2. August 1914 und brachte im Handelskrieg im Indischen Ozean innerhalb von zwei Monaten 23 feindliche Handelsschiffe und zwei Kriegsschiffe auf oder versenkte diese. Am 9. November 1914 wurde sie in einem Gefecht mit dem australischen Leichten Kreuzer HMAS Sydney nahe den Kokosinseln versenkt. Die während des Kreuzerkriegs im Indischen Ozean an den Tag gelegte Ritterlichkeit von Kapitän Karl von Müller und seiner Besatzung fand auch beim Kriegsgegner Widerhall.

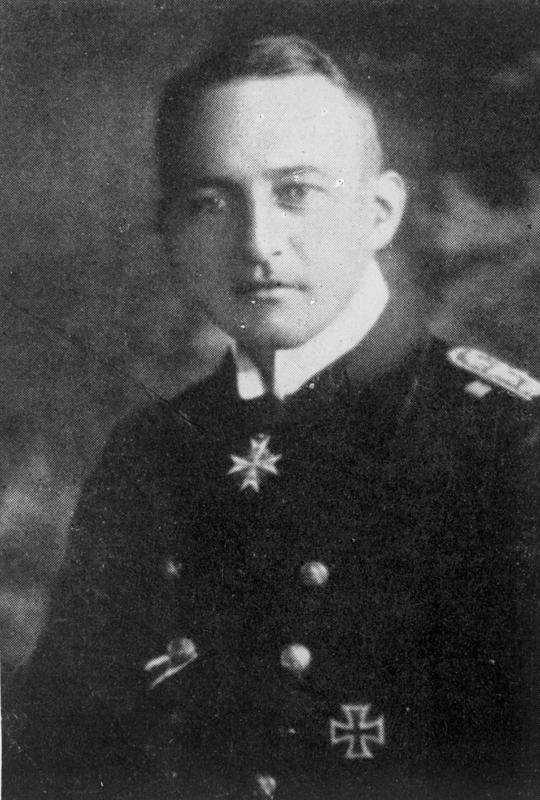
Walther Schwieger mit dem Pour le Mérite (Porträt von 1917)

Die Kaiserliche Marine nutzte Emden als Kriegshafen, dort lagen Torpedoboote und U-Boote vertäut. Von seinem Stützpunkt Emden aus lief am 30. April 1915 das U-Boot U 20 unter dem Befehl von Kapitänleutnant Walther Schwieger aus. Einen Tag später verließ das Passagierschiff Lusitania New York auf dem Weg nach Liverpool. Wenige Tage später wurde es vor der Küste Irlands von U 20 versenkt. Der Untergang kostete 1198 Menschen das Leben und rief international, besonders in den bis dahin nicht als Kriegsteilnehmer beteiligten Vereinigten Staaten große Empörung hervor. Der später uneingeschränkte U-Boot-Krieg ließ die USA schließlich auf Seiten der Entente in den Krieg eintreten.
Der Erste Weltkrieg bedeutete für den Emder Hafen einen Einbruch beim Umschlag. Lag dieser im Jahre 1913 noch bei 1,55 Mio. Tonnen bei der Einfuhr und 1,68 Mio. Tonnen bei der Ausfuhr, so kam er während des Krieges nicht über eine sechsstellige Summe bei Einfuhr und Ausfuhr hinaus (Ausnahme: 1918 betrug die Ausfuhr 1,07 Mio. Tonnen). Den Tiefststand verzeichnete der Hafen 1919, als die Einfuhr 414.000 Tonnen und die Ausfuhr 488.000 Tonnen betrug – Werte, die im 20. Jahrhundert nur noch am Ende des Zweiten Weltkriegs unterboten wurden. Die Nordseewerke bauten neben Minensuchbooten auch Fischdampfer, die ebenfalls zur Minensuche verwendet werden konnten. Außerdem reparierte die Werft zahlreiche Marinefahrzeuge.
Die Versorgungslage in der Stadt musste durch eine Vielzahl von Ämtern geregelt werden. Lebensmittel wurden rationiert, zur Unterbindung des Preiswuchers richteten die Stadtoberen ein „Wucheramt“ ein. Im Krieg fielen 531 Emder Soldaten.